# Lukas Mössner
Lukas Mössner (* 14. März 1984 in St. Pölten) ist ein ehemaliger österreichischer Fußballspieler, der heute als Fußballtrainer und Bewegungscoach tätig ist.

## Verein
Mössner begann seine Karriere beim SKVg Pottenbrunn, unter Trainer Markus Rohn. Über den SKN St. Pölten kam er zum SC Freiburg in Deutschland, wo er bis 2005 in der Amateurmannschaft spielte. Von 2002 bis 2004 besuchte er die Max Weber-Schule in Freiburg. 2005 wechselte er zum SV Mattersburg, wo er seinen ersten Bundesligaeinsatz hatte sowie sein erstes Bundesligator erzielen konnte. Von 2006 bis 2007 war er beim SC Schwanenstadt unter Vertrag. Nach einer verkorksten 2007/08er Saison bei SK Austria Kärnten spielte er eine Saison beim FK Austria Wien, ehe er zurück zu seinen Wurzeln zum SKN St. Pölten in die zweithöchste österreichische Spielklasse wechselte.
Mit Anfang September 2010 wechselte Mössner zum deutschen Regionalligisten Eintracht Trier. Er unterschrieb einen Vertrag bis Sommer 2011. In der Saison 2011/12 spielte er für den TSV Hartberg.
Nachdem er zuvor beim FC Pasching und beim Floridsdorfer AC gespielt hatte, wechselte er im Sommer 2016 zum Landesligisten ASV Draßburg. In der Winterpause 2017 ging er ins Burgenland zum UFC St. Georgen/Eisenstadt und im Sommer 2018 schloss er sich dem SV Wimpassing an. Im Sommer 2020 beendete er seine aktive Karriere als Fußballspieler und betreibt heute zusammen mit seiner Ehefrau Katja eine Praxis für Schmerz- und Bewegungstherapie in der burgenländischen Gemeinde Hornstein. Nebenbei tritt er auch als Fußballtrainer – dabei vorrangig im Jugendbereich oder als Individualtrainer – in Erscheinung. So war er etwa von 2014 bis 2015 Co-Trainer im Nachwuchsbereich des FAC und machte danach im Jahr 2015 die Lizenz als Kindertrainer, gefolgt von der Lizenz als Jugendtrainer im Jahr 2017. Davor war er unter anderem auch von 2016 bis 2017 als Co-Trainer in der Jugend des SV Wimpassing tätig. 2017 trainierte er für einige Monate als Spielertrainer den UFC St. Georgen und machte danach in der Saison 2017/18 die UEFA-B-Trainerlizenz. Ab 2018 fungierte er dann als Individualtrainer beim SV Wimpassing.

## Nationalmannschaft
Von 2003 bis 2004 spielte Mössner auch im österreichischen U-21-Nationalteam.